# پان (فیلم ۱۹۹۵)
پان (انگلیسی: Pan) فیلمی به کارگردانی هنینگ کارلسن است که در سال ۱۹۹۵ منتشر شد.